# Plemięta
Plemięta – wieś w Polsce położona w województwie kujawsko-pomorskim, w powiecie grudziądzkim, w gminie Gruta.

## Podział administracyjny
W latach 1975–1998 miejscowość administracyjnie należała do województwa toruńskiego.

## Demografia
Według Narodowego Spisu Powszechnego (III 2011 r.) wieś liczyła 359 mieszkańców. Jest siódmą co do wielkości miejscowością gminy Gruta.

## Archeologia
W miejscowości Plemięta, w latach 70. XX wieku, archeolodzy z Muzeum w Grudziądzu odkryli relikty wieży rycerskiej z przełomu XIV i XV w. Pod ziemią zachowało się wejście do wieży. Znaleziono też szczątki 9 zabitych osób. Stanowią one do dziś archeologiczną i historyczną zagadkę.